# Takeley
Takeley är en by och en civil parish i Uttlesford i Essex i England. Orten har 2 308 invånare (2001). Den har en kyrka.